# Igal
Igal je vas na Madžarskem, ki upravno spada pod podregijo Kaposvári Šomodske županije.